# Peugeot Type 8
La Peugeot type 8 Victoria est un modèle d'automobile fabriqué par le constructeur français Peugeot de 1894 à 1896. Elle est conçue sur la base d'un fiacre motorisé avec un moteur bicylindre en V de 1 282 cm3 « à pétrole » d’origine Daimler, et équipé des premiers pneus Michelin.
Le surnom de la voiture est dû à la reine Victoria du Royaume-Uni qui affectionnait beaucoup le genre de fiacre à l'origine de ce véhicule.

## Galerie

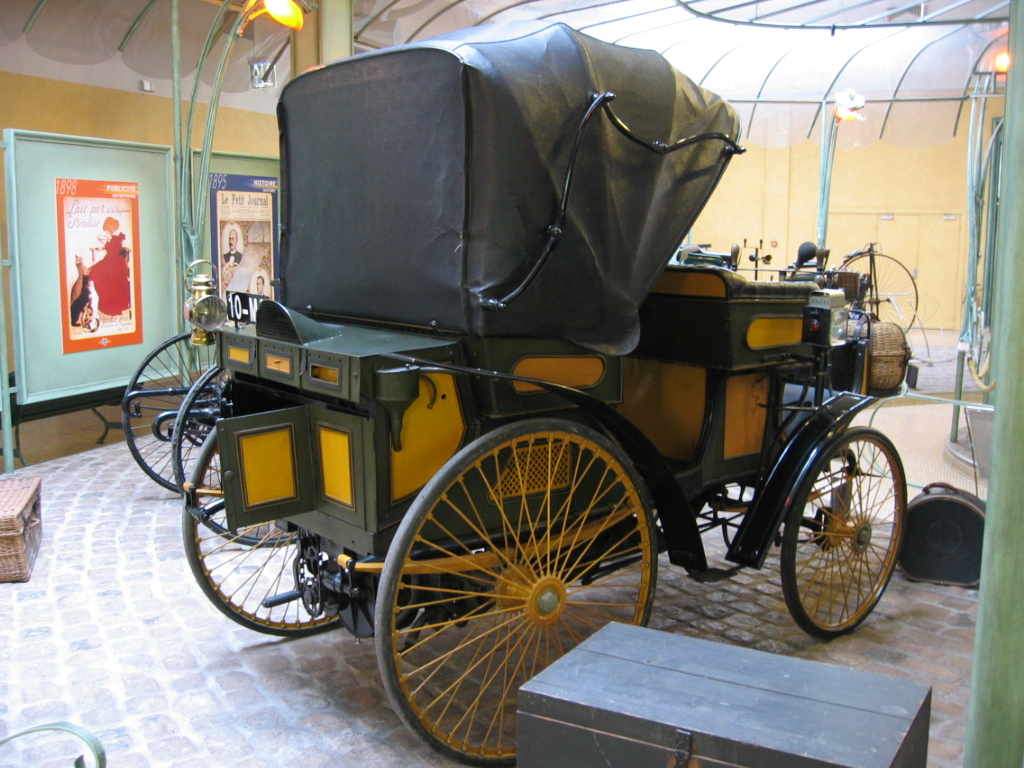
Peugeot type 8 de 1894 - Musée de l'Aventure Peugeot de Sochaux.
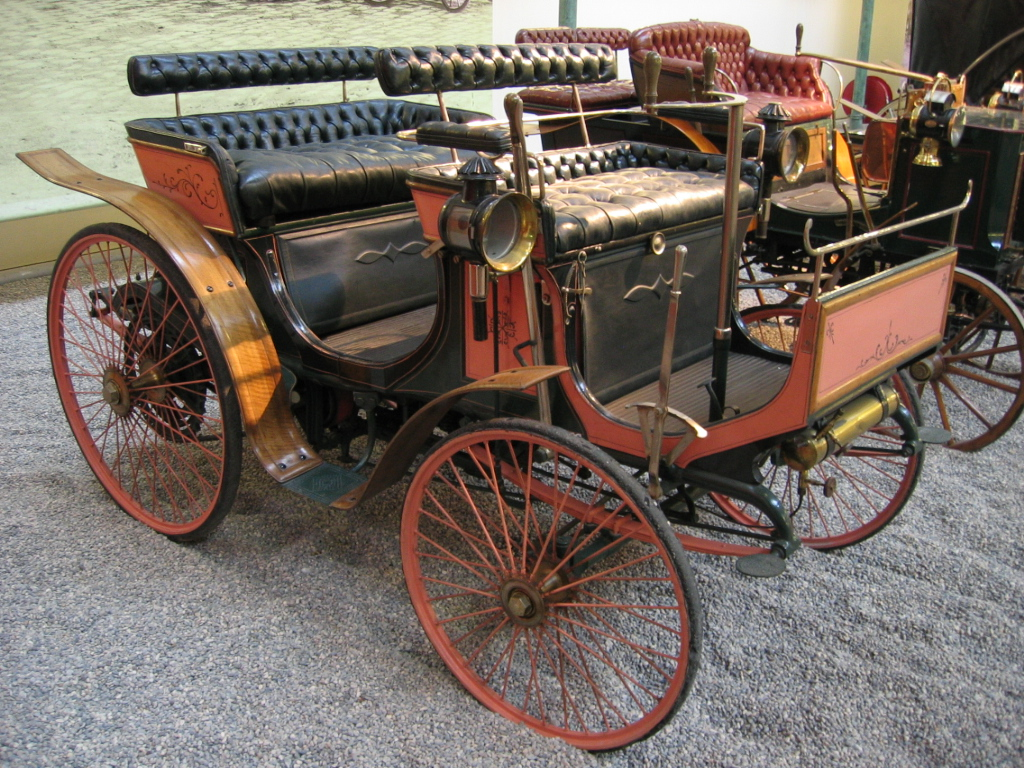
Peugeot type 8 de 1893 - Cité de l'automobile de Mulhouse.